# Zilveren groenuil
De zilveren groenuil (Pseudoips prasinana) is een nachtvlinder uit de familie van de uilen en de onderfamilie van de visstaartjes (Nolinae). 
De spanwijdte varieert tussen de 30 en 35 millimeter.
De vliegtijd is mei tot en met juli. Waardplanten van de rupsen zijn met name eiken en berken.
Het verspreidingsgebied beslaat geheel Europa. In Nederland is de zilveren groenuil plaatselijk boven droge grond vrij algemeen.

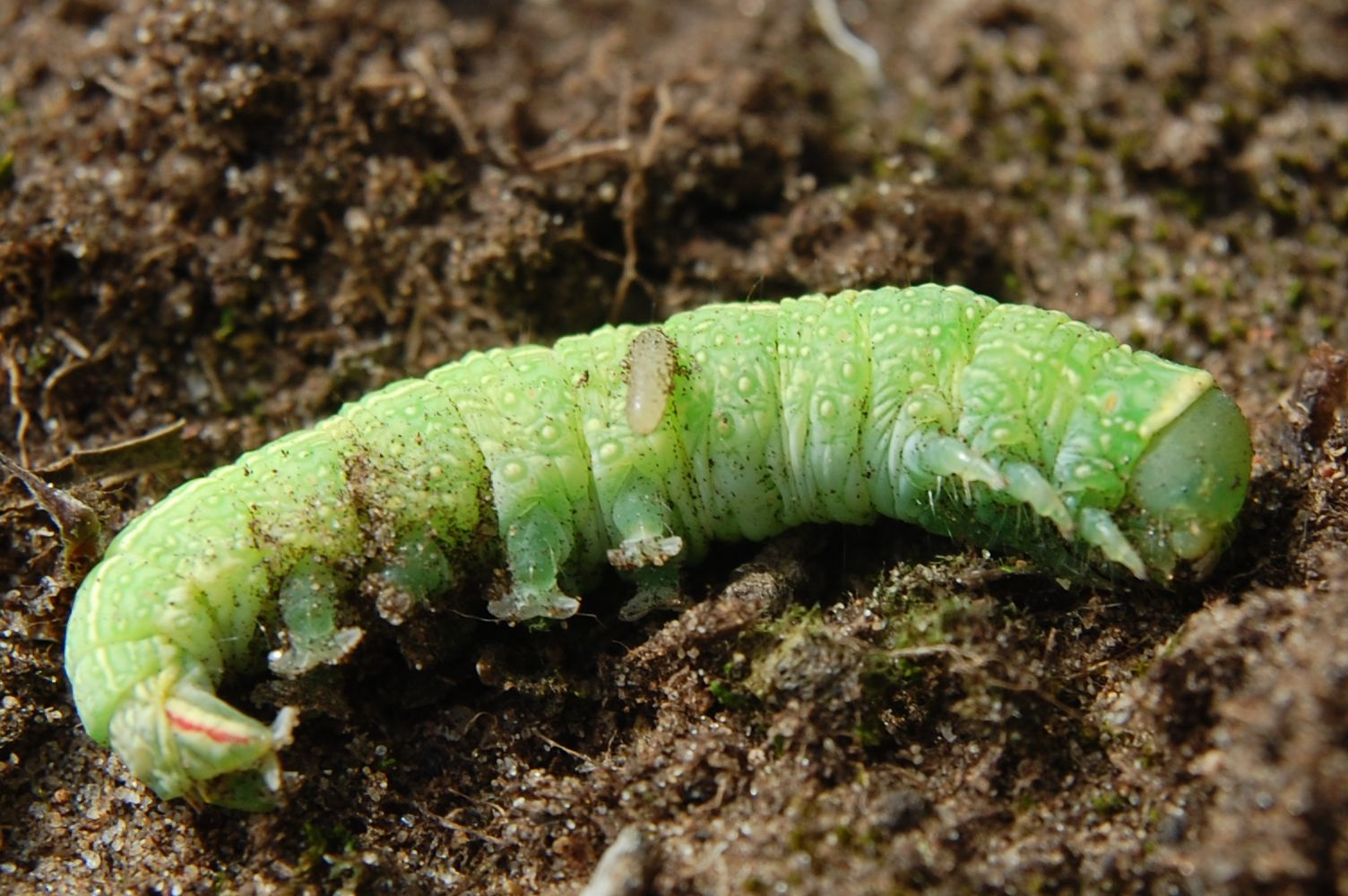
Geparasiteerde rups